# Guðbjörg Gunnarsdóttir
Guðbjörg Gunnarsdóttir, född 18 maj 1985 i Hafnarfjörður, är en isländsk före detta fotbollsmålvakt. Hon spelade under sin karriär 64 matcher för Islands landslag.

## Klubbkarriär
Guðbjörg Gunnarsdóttirs moderklubb är FH från Hafnarfjörður. Hon debuterade i a-laget redan 1999, och säsongen 2001 hade hon som sextonåring blivit förstamålvakt. 2003 gick hon till den isländska storklubben Valur, där hon under sex säsonger var med om att vinna ligan fyra gånger och cupen en gång. Inför 2009 års säsong skrev hon på för den allsvenska klubben Djurgården och tog direkt en ordninare plats i startelvan.
Den 7 januari 2021 värvades Gunnarsdóttir av norska Arna-Bjørnar, där hon endast spelade i en halv säsong. I augusti 2021 värvades hon till Eskilstuna United som målvaktstränare och lade därmed den aktiva fotbollskarriären på hyllan.

## Landslagskarriär
Guðbjörg Gunnarsdóttir har representerat Island i flera åldersbestämda lag och hon debuterade i seniorlandslaget i en match mot Skottland i mars 2004.

## Meriter
FH
- Isländsk cupmästare: en gång

 Valur
- Isländsk mästare: fyra gånger
- Isländsk cupmästare: en gång